# Баранувек (Свентокшиське воєводство)
Баранувек (пол. Baranówek) — село в Польщі, у гміні Бацьковиці Опатовського повіту Свентокшиського воєводства.
Населення — 183 особи (2011).
У 1975-1998 роках село належало до Тарнобжезького воєводства.

## Демографія
Демографічна структура на день 31 березня 2011 року:
|          | Загалом | Допрацездатний вік | Працездатний вік | Постпрацездатний вік |
| -------- | ------- | ------------------ | ---------------- | -------------------- |
| Чоловіки | 87      | 14                 | 56               | 17                   |
| Жінки    | 96      | 19                 | 44               | 33                   |
| Разом    | 183     | 33                 | 100              | 50                   |